# Mașinării infernale (nuvelă)
Mașinării infernale (titlu original: Mortal Engines) este un roman distopic, o operă de science-fiction sau de ficțiune speculativă.

## Premii
- 2002 – Nestlé Smarties Book Prize (câștigător)[1]